# 東京都道新宿副都心四号線

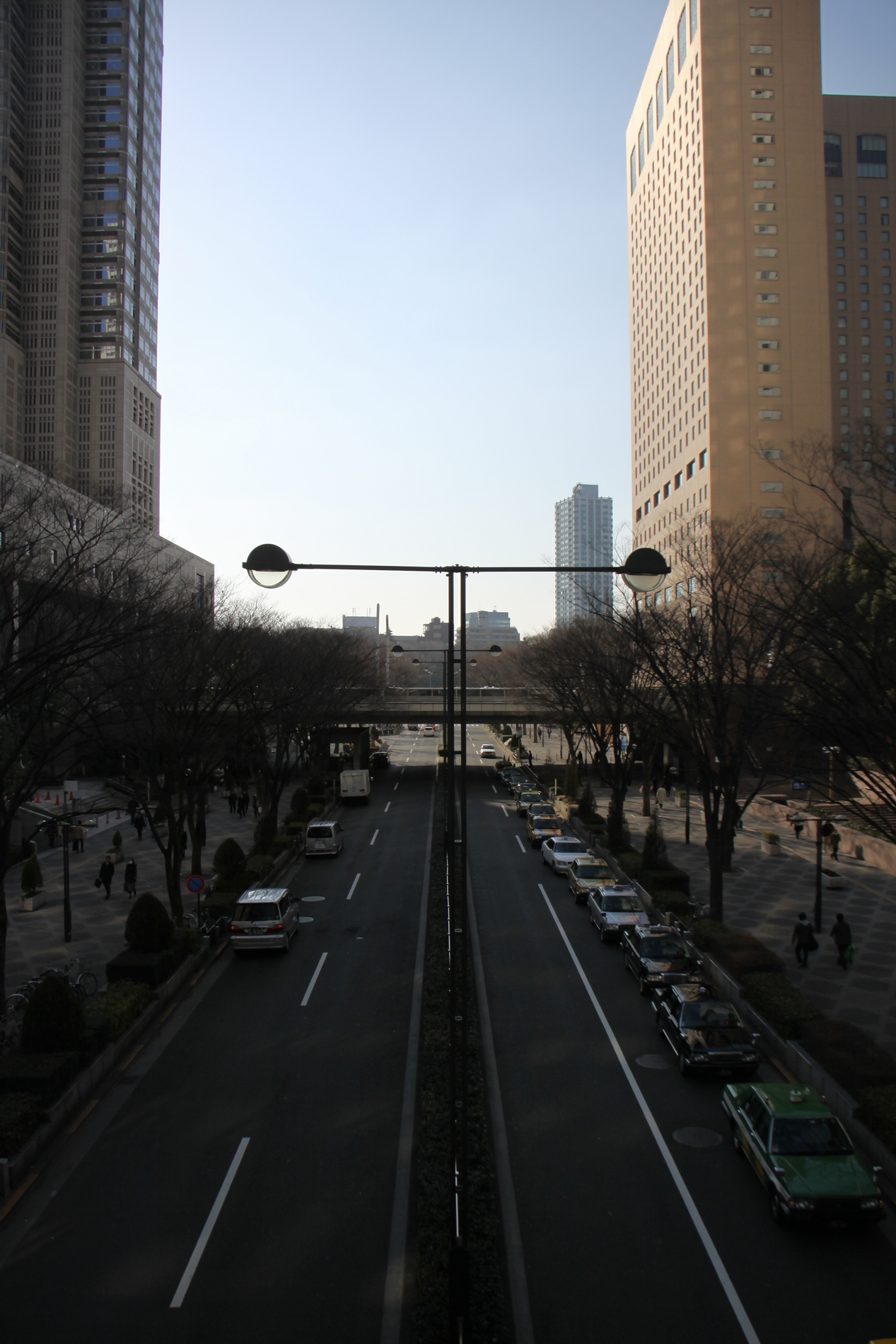
中央通り 議事堂通りから撮影

東京都道新宿副都心四号線（とうきょうとどう しんじゅくふくとしんよんごうせん）は、東京都新宿区の特例都道である。通称は「中央通り」。

## 概要
新宿駅西口に位置する新宿副都心にある都市計画街路のひとつで、都道新宿副都心四号線は特例都道新宿副都心線を代表する路線である。
起点は地上と地下の二層構造の駅前広場で、西新宿を東西に貫き、都庁前駅が地下に所在。整理コードは3504。
新宿副都心四号線を含めた新宿区新宿副都心街路は、1987年（昭和62年）8月10日に首都東京の新しい顔として、旧建設省と「道の日」実行委員会により制定された日本の道100選の一つにも選ばれている。

### 路線データ
- 起点 : 東京都新宿区西新宿一丁目（新宿駅西口広場、東京都道414号四谷角筈線交点）
- 終点（階上部） : 東京都新宿区西新宿二丁目（中央通り東交差点）
- 終点（階下部） : 東京都新宿区西新宿二丁目（新宿中央公園前交差点）
- 路線延長 : 954 m
- 通過する自治体 : 東京都新宿区

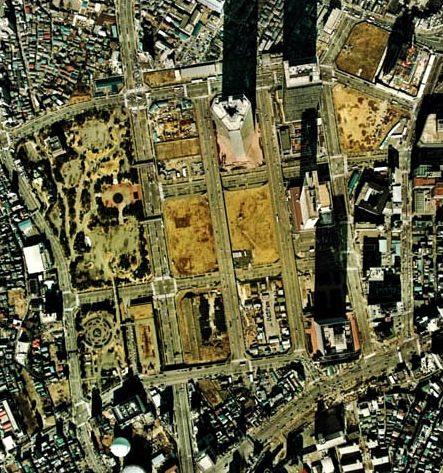
1974年の空中写真。「3×3の敷地」の上から2番目の横方向の道路が中央通り。
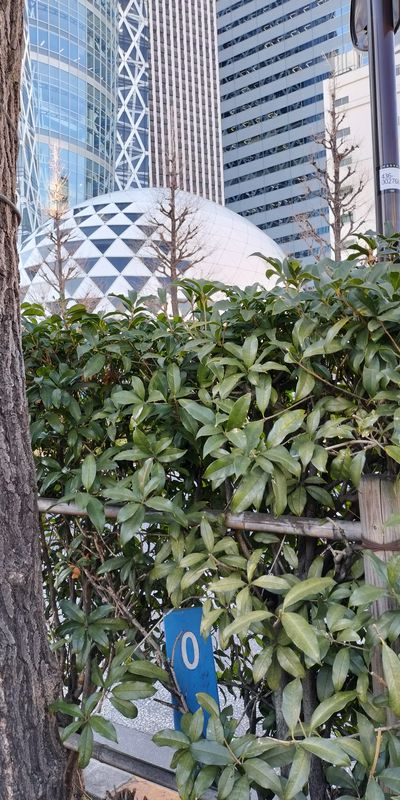
階上部・起点の距離標（0km）。
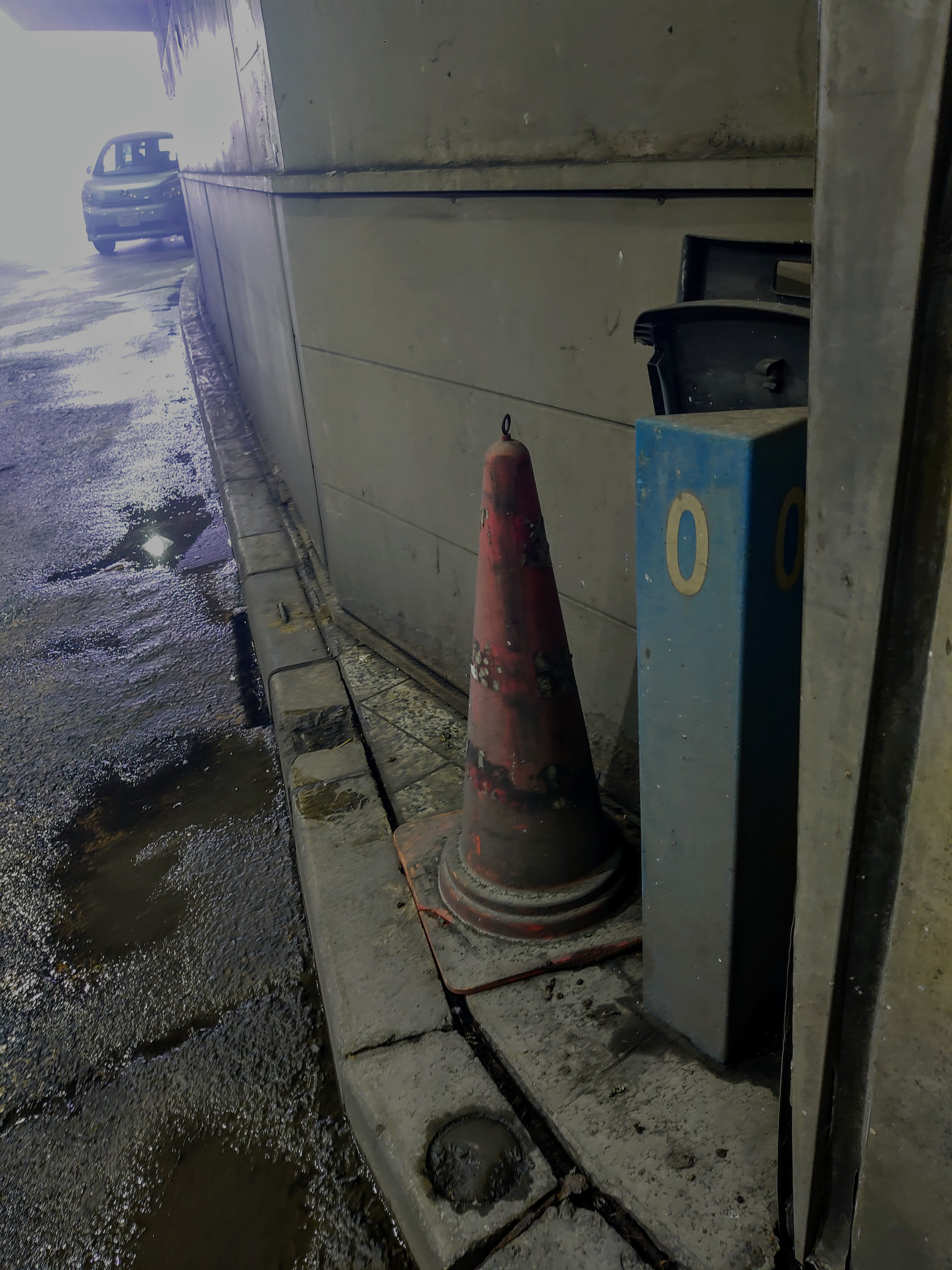
街路（地上部）の0キロポスト
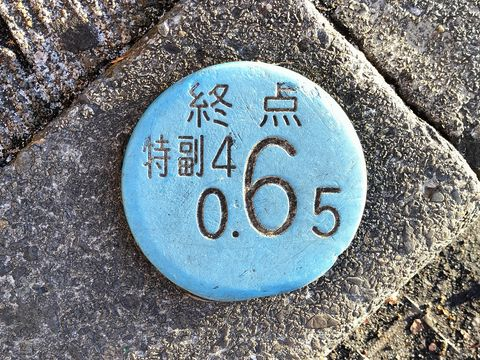
階下部・終点の距離標（0.65km）。
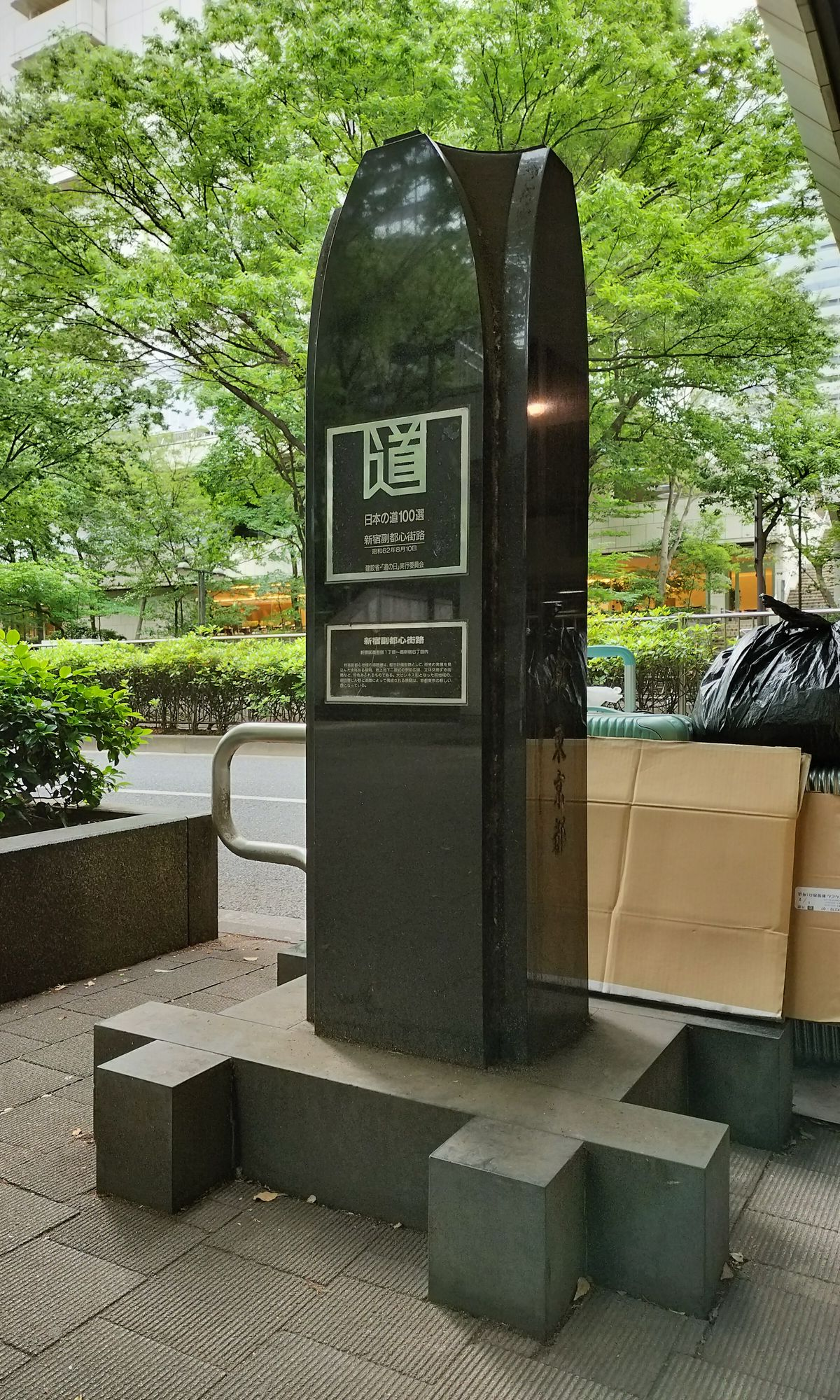
「日本の道100選」のモニュメント。

## 歴史
淀橋浄水場廃場に伴う、西新宿地区の再開発により設置された。高度経済成長期における都心の過密化は増大の一途で、新たな副都心建設が求められていた状況の中、1960年（昭和35年）1月に新宿駅西口に約34万平方キロメートルを占めた淀橋浄水場の移転が決定し、その跡地に総合的市街地再開発計画の構想がまとめられ、同年6月に都市計画が決定された。計画概要は、新宿駅西口を要として青梅街道と甲州街道（国道20号）に挟まれた扇形の地域に副都心を建設するもので、都心部の中枢機能分散を目的とした事務所や官公庁などの建物や、道路をはじめとする総合的なインフラを整備した。
1966年（昭和41年）に、新宿駅西口広場が最初に完成し、広場は将来の乗降客増加に対応するため世界的に類を見ない地上地下2層式とする画期的な構造とした。このため、広場中央部には巨大な換気口を設けており、自然排気と日光の採光を両立させている。またこの地域の道路網は、将来の発展を見込んで余裕ある幅員を取って計画されており、その中でも四号街路と一二号街路は副都心のメインストリートとして幅員40mを確保した幹線道路としている。副都心の主要部は1968年（昭和43年）にほぼ完成を見ている。

### 年表
- 1960年（昭和35年）6月15日 - 東京都市計画道路事業の新宿副都心街路第四号線として、事業開始[5]。
- 1965年（昭和40年）3月31日 - 淀橋浄水場が廃場となる。
- 1987年（昭和62年）8月10日 - 新宿副都心街路として、日本の道100選に選出[1]。

## 交差する道路
- ここから二層構造
  - 東京都道414号四谷角筈線 - 新宿駅西口広場
  - 東京都道新宿副都心八号線 - 階上部のみ
  - 東京都道新宿副都心九号線（東通り） - 中央通り東交差点、階上部のみ
- ここから一層構造（階下部の延長）
  - 東京都道新宿副都心十号線（議事堂通り） - 立体交差
  - 東京都道新宿副都心十一号線（都庁通り） - 立体交差
  - 東京都道新宿副都心十二号線（公園通り） - 新宿中央公園前交差点、終点

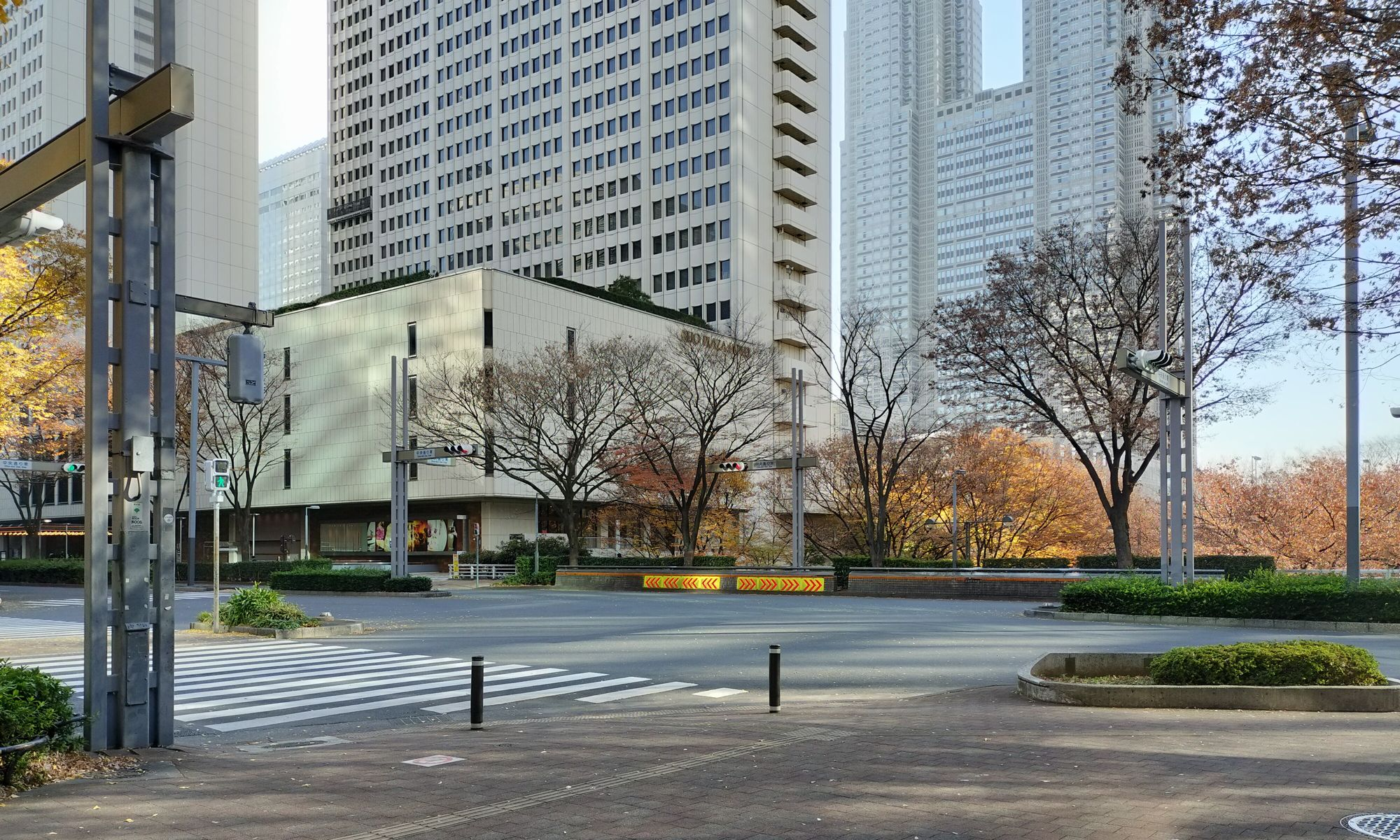
中央通り東交差点。階上部はここが終点。
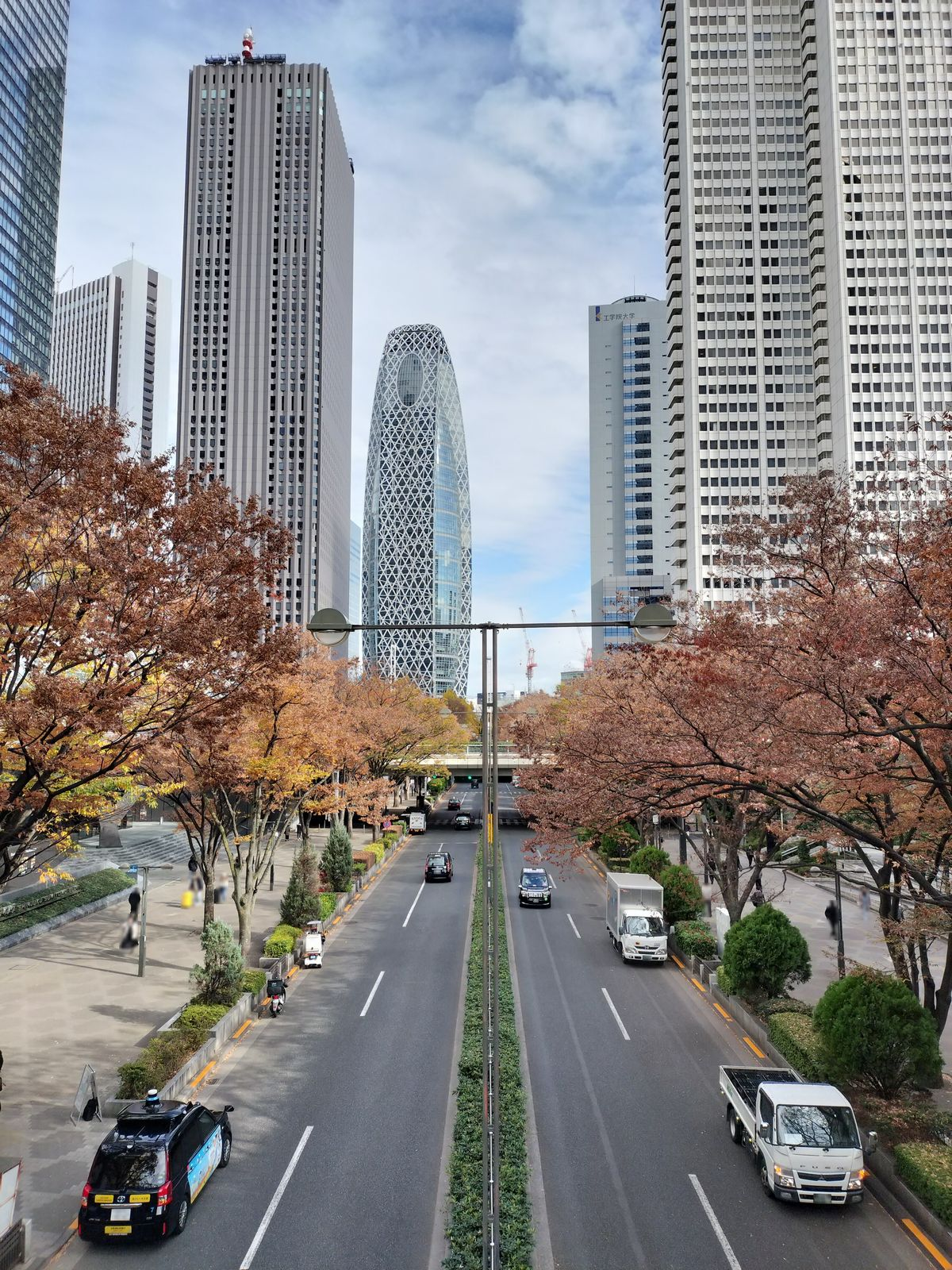
都庁通りから東を見る。
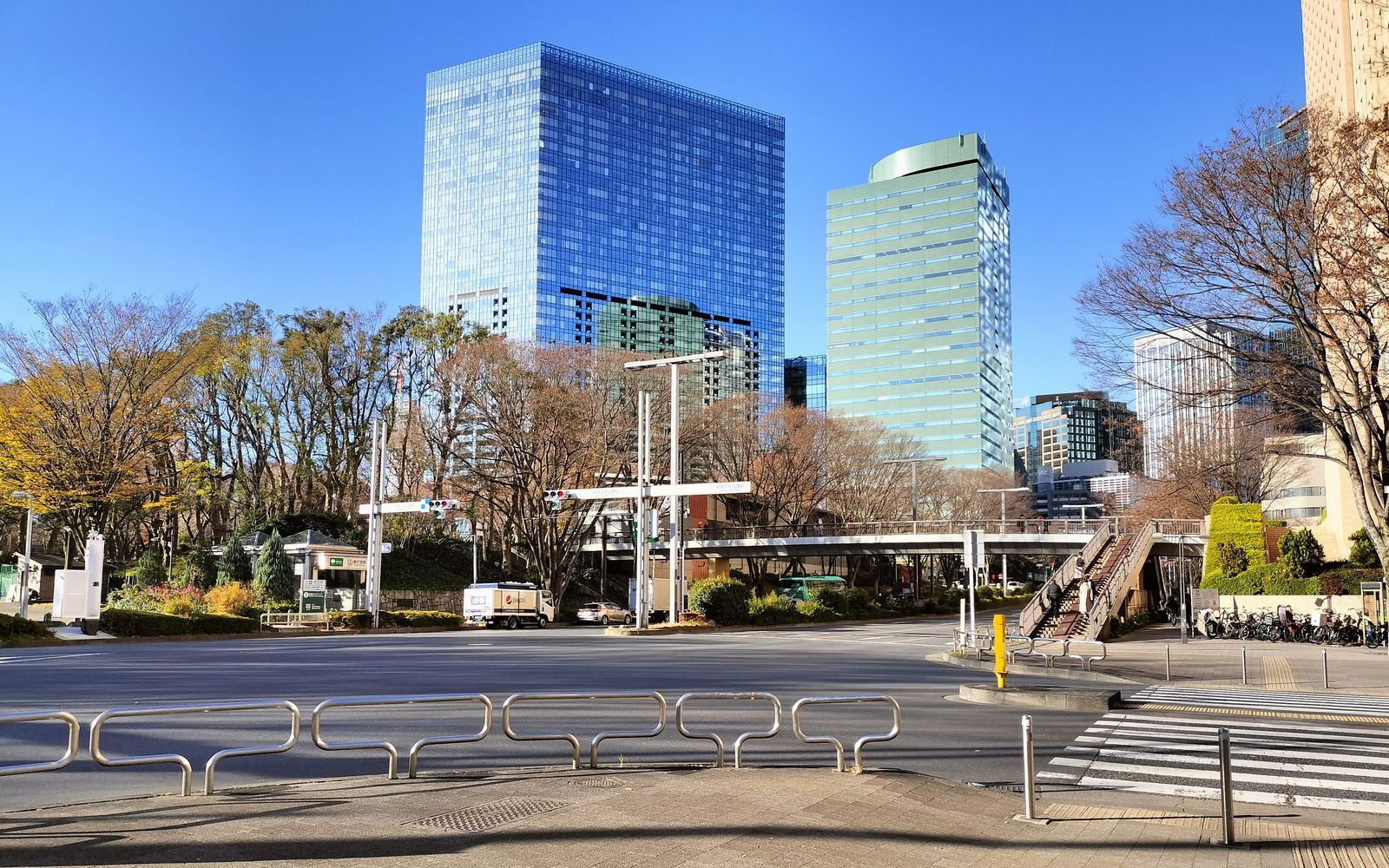
新宿中央公園前交差点。
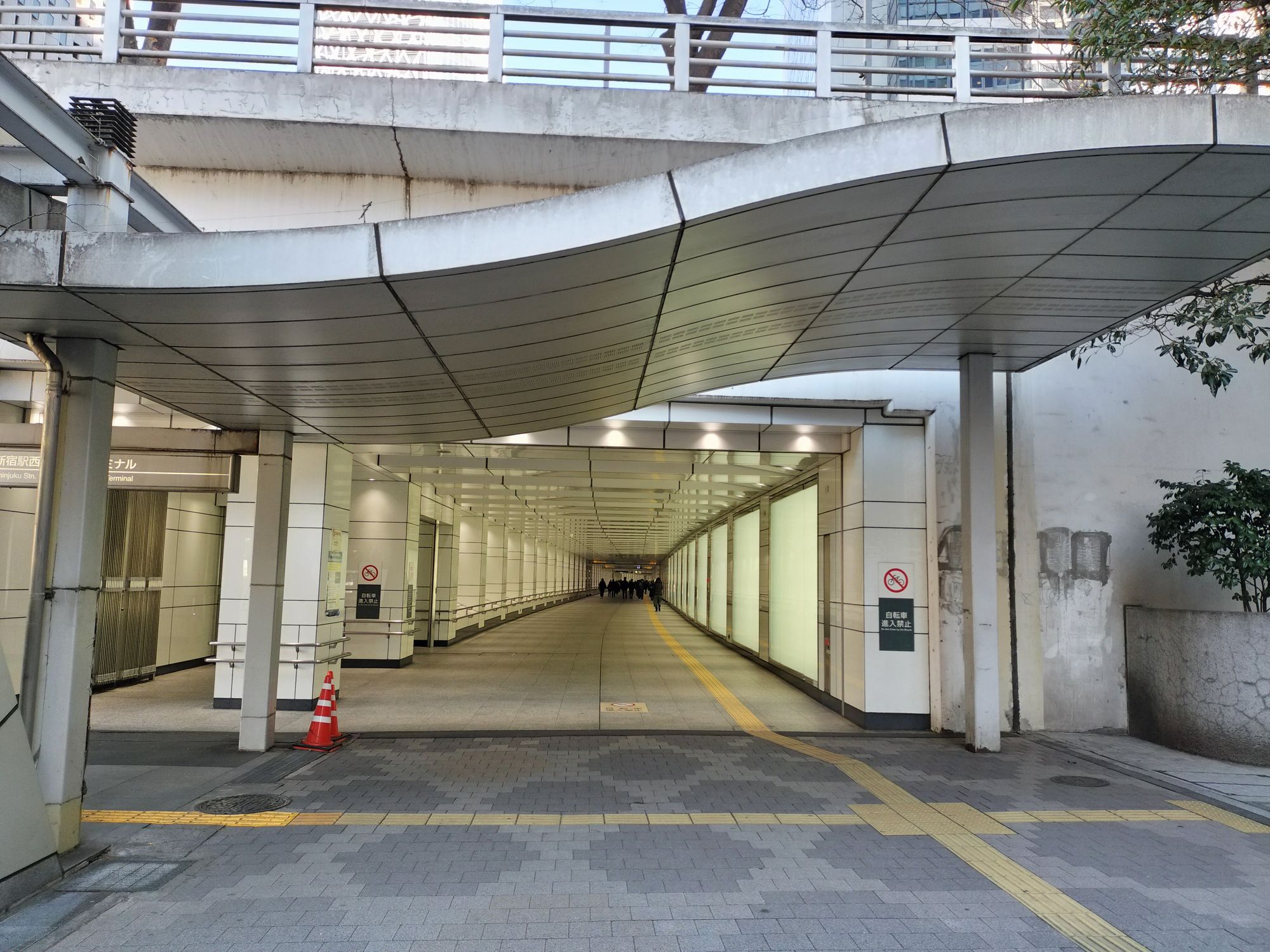
階下部の歩道（京王プラザホテル脇）。

## 沿道の施設
- 東
  - 新宿駅西口地下広場
  - 新宿スバルビル 跡地（再開発中）
  - モード学園コクーンタワー
  - 新宿センタービル
  - 工学院大学
- 西
  - 新宿三井ビル
  - 京王プラザホテル
  - 新宿住友ビル
  - 都議会議事堂
  - 新宿第一生命ビル
  - 都庁第一本庁舎
  - 新宿中央公園

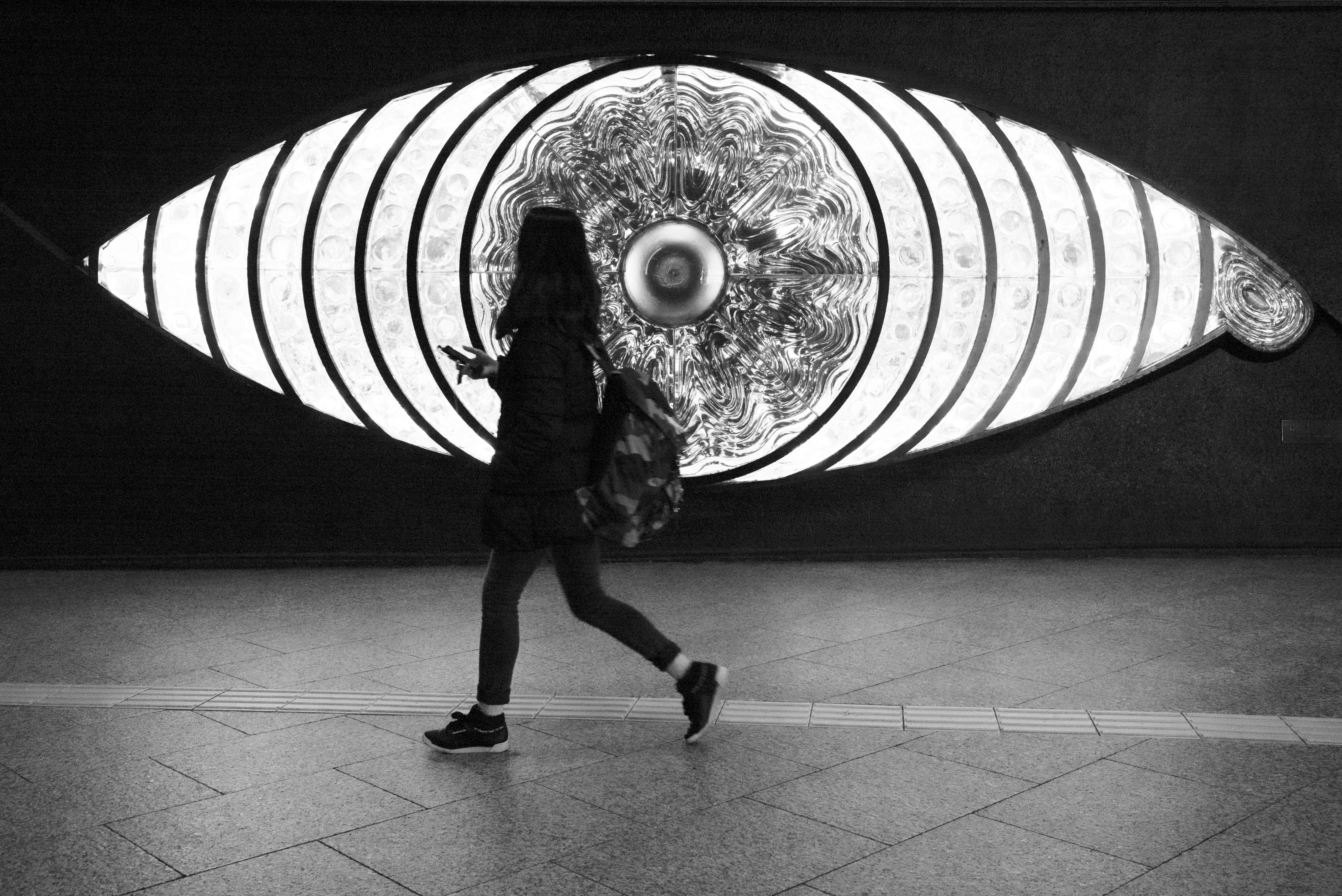
地下広場から階下部歩道に入る手前にある「新宿の目」。
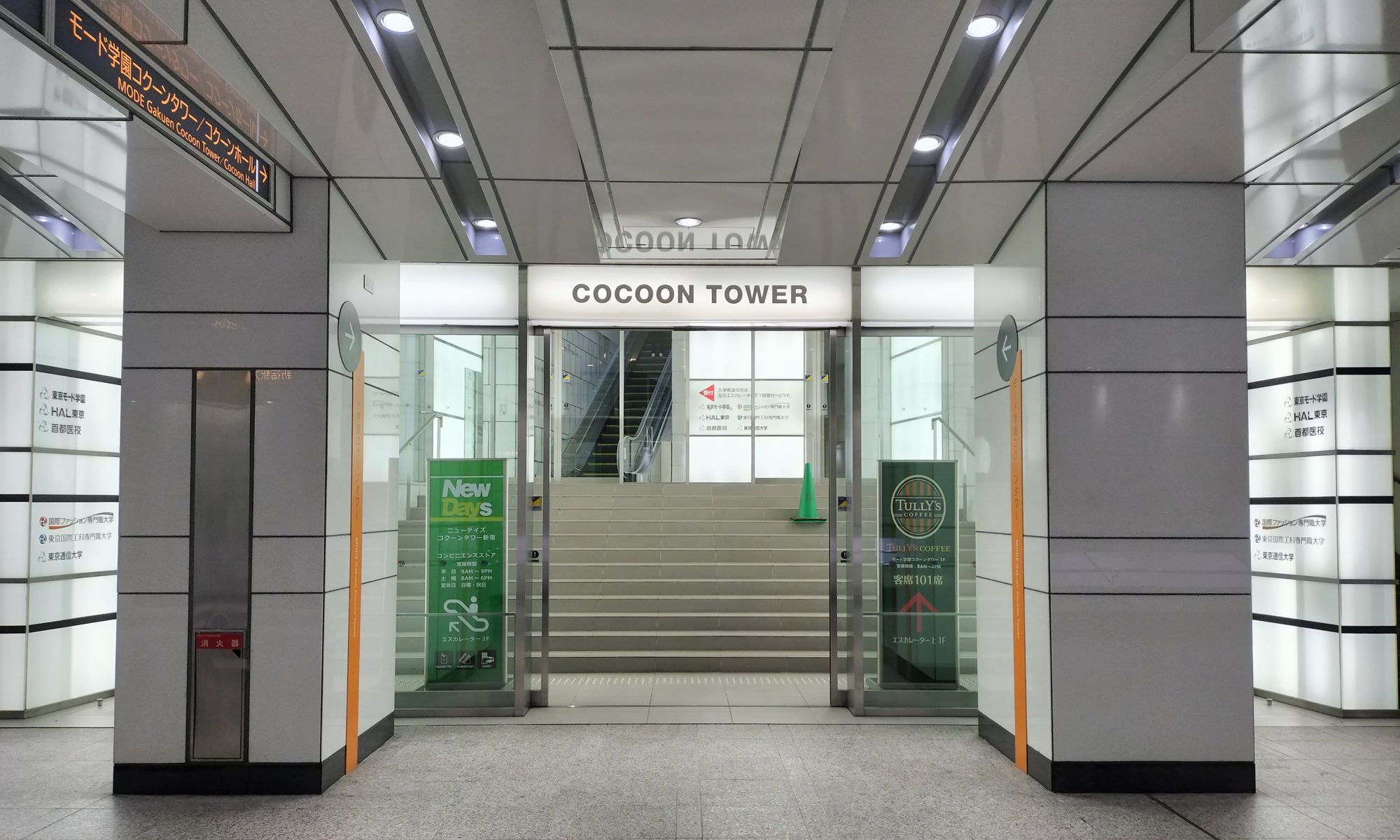
階下部の歩道はビルに直結している（コクーンタワー）。
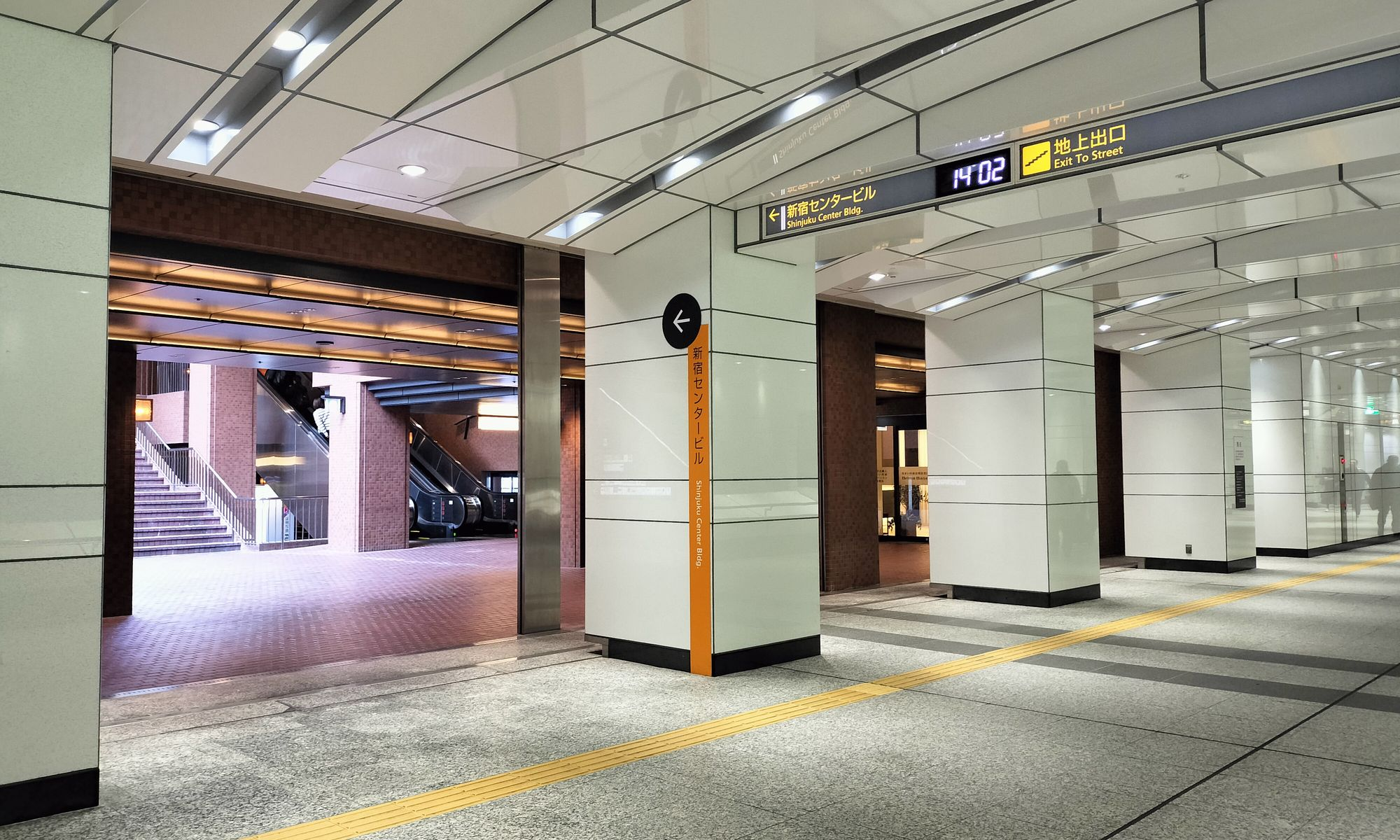
新宿センタービルの出入口。地下1階の吹き抜けにつながる。

## 関連施設
- 都営大江戸線 - 中央通りの地下を通っている。
  - 都庁前駅
- バス停留所
  - 新宿西口（関東バス）
  - 新宿駅西口中央通り（都営バス）
  - 中央通り（京王バス）
  - 工学院大学前（新宿WEバス）
  - 都庁第一本庁舎（都営バス、京王バス）

## 関連道路
- 東京都道新宿副都心二号線（南通り）
- 東京都道新宿副都心三号線（ふれあい通り）
- 東京都道新宿副都心五号線（北通り）
- 東京都道新宿副都心十三号線（十二社通り）